# Pichhore (Gwalior)
Pichhore è una suddivisione dell'India, classificata come nagar panchayat, di 11.725 abitanti, situata nel distretto di Gwalior, nello stato federato del Madhya Pradesh. In base al numero di abitanti la città rientra nella classe IV (da 10.000 a 19.999 persone).

## Geografia fisica
La città è situata a 25° 59' 23 N e 78° 21' 44 E.

## Società

### Evoluzione demografica
Al censimento del 2001 la popolazione di Pichhore assommava a 11.725 persone, delle quali 6.209 maschi e 5.516 femmine. I bambini di età inferiore o uguale ai sei anni assommavano a 2.019, dei quali 1.083 maschi e 936 femmine. Infine, coloro che erano in grado di saper almeno leggere e scrivere erano 6.125, dei quali 3.940 maschi e 2.185 femmine.